# Lepanthes tridentata
Lepanthes tridentata är en orkidéart som först beskrevs av Olof Swartz, och fick sitt nu gällande namn av Olof Swartz. Lepanthes tridentata ingår i släktet Lepanthes och familjen orkidéer. Inga underarter finns listade i Catalogue of Life.